# Ken uzelf

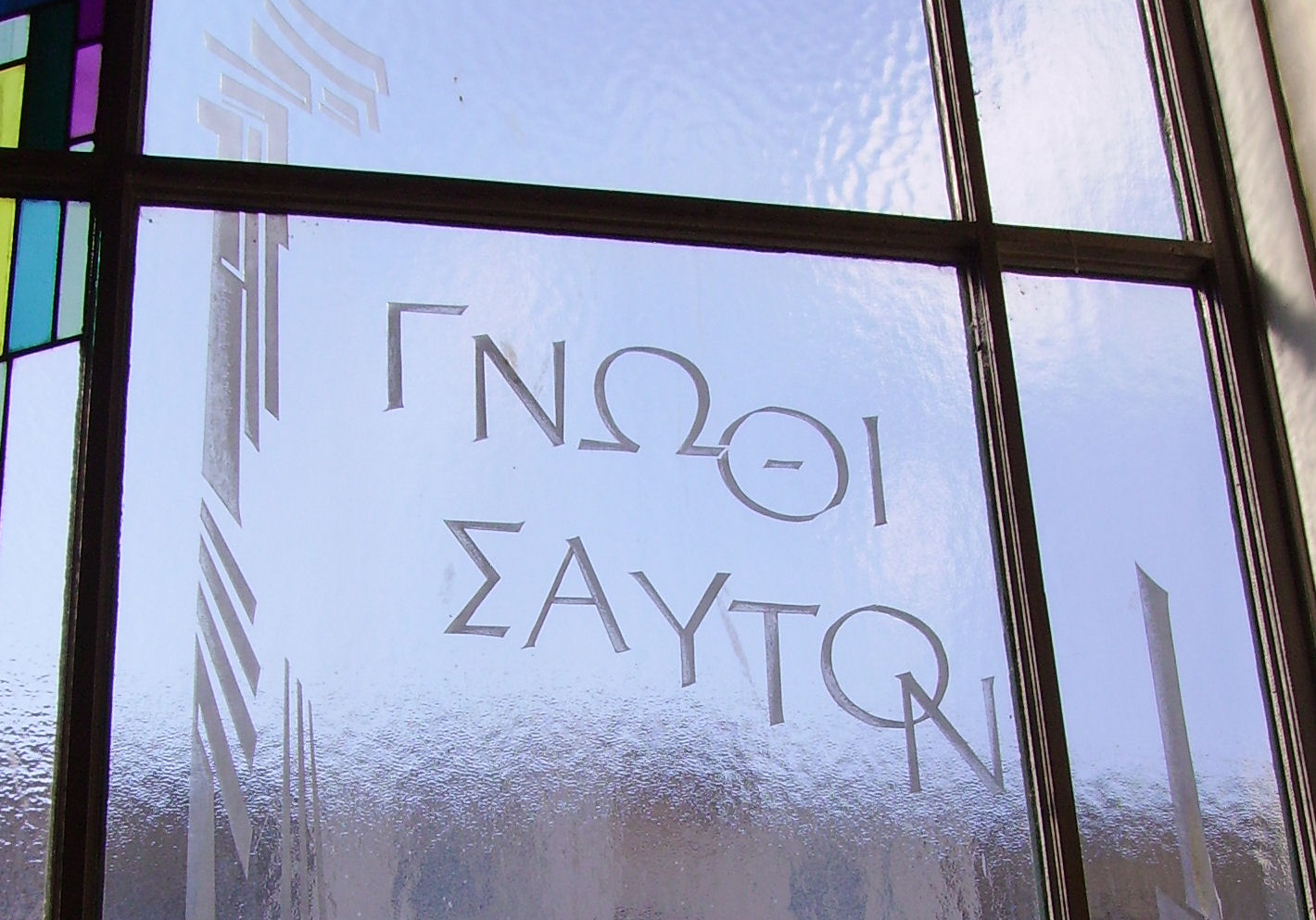
De maxime Gnothi seauton op vensterglas in een gebouw in Ludwigshafen (de ε is door contractie (crasis) afwezig).

Het Oudgriekse aforisme "ken uzelf" (Grieks: γνῶθι σαυτόν, gnōthi sauton; Latijn: nosce te ipsum) was volgens een reisverslag van de Griekse schrijver Pausanias een inscriptie in de pronaos van de Tempel van Apollon in Delfi. 
Het aforisme is toegeschreven aan ten minste zes oude Griekse wijsgeren:
- Chilon van Sparta (Chilon I 63, 25)
- Heraclitus
- Pythagoras
- Socrates
- Solon van Athene
- Thales van Milete

Andere bronnen noemen ook Phemonoe, een mythische Griekse dichteres als de oorspronkelijke bedenker. De Romeinse dichter Juvenalis citeert de spreuk en zegt dat ze de caelo, "uit de hemel" was afgedaald (Satire 11.27).
De authenticiteit van al deze toekenningen is twijfelachtig en wie de werkelijke auteur was blijft onzeker. Waarschijnlijk waren de maximes op de tempel van Apollo populaire spreekwoorden, die later werden toegeschreven aan bijzondere wijzen. 